# Žubejevo
Žubejevo este o localitate din comuna Kamnik, Slovenia, cu o populație de 28 de locuitori.